# Tenpō ibun ayakashi ayashi
Tenpō ibun ayakashi ayashi (天保異聞 妖奇士) est un anime du studio Bones. Il a été écrit par Shô Aikawa (Fullmetal Alchemist), les personnages sont conçus par Toshihiro Kawamoto (Wolf's Rain et Cowboy Bebop) et la réalisation est de Hiroshi Nishikiori. Il a été diffusé pour la première fois le 7 octobre 2006, par TBS.

## Histoire
En 1843, c'est-à-dire en la 14e année de Tenpō, dix ans avant l'arrivée du commodore Matthew Perry et des Navires noirs, la ville d'Edo est attaquée par des démons, Yōi (妖夷). Les membres du Bansha Aratamesho, appelés Ayashi (奇士), les combattent.

## Personnages

### Bansha Aratamesho Ayashi
Ryūdō Yukiatsu (竜導往壓)
seiyū : Keiji Fujiwara
Personnage principal, 39 ans. On le surnomme « Yuki ». C'est le fils d'un samouraï Hatamoto mais ayant vagabondé pendant 25 ans. Il est la seule personne connue à avoir visité « l'autre monde » et à en être revenue. Il a le pouvoir de l'Ayagami.
Ogasawara Hōzaburō (小笠原放三郎)
seiyū : Tokuyoshi Kawashima
20 ans, et chef des Bansha Aratamesho. C'est un érudit des « études occidentales » (蘭学, rangaku).
Edo Genbatsu (江戸元閥)
seiyū : Shin'ichirō Miki
Un prêtre shintō s'habillant en femme.
Saizō (宰蔵)
seiyū : Michi Nino
Une jeune fille élevée comme un garçon afin d'hériter de la fortune familiale.
Abi (アビ)
seiyū : Rikiya Koyama
Un homme des montagnes.

### Magistrat d'Edo sud
Torii Yōzō (鳥居耀蔵)
seiyū : Norio Wakamoto
Le magistrat.
Honjō Tatsusuke (本庄辰輔)
seiyū : Seiji Sasaki
Espion.
Hanai Toraichi (花井虎一)
seiyū : Tomohiro Nishimura
Érudit des rangaku.
Matsue Sote (松江ソテ)
seiyū : Shoko Tsuda
Famille de Honjō Tatsusuke.

### Shogunat
Atobe Yoshisuke (跡部良弼)
seiyū : Takaya Hashi
Frère de Mizuno Tadakuni, s'oppose politiquement à Torii Yōzō. Supérieur de Ogasawara.
Abe Masahiro (阿部正弘)
seiyū : Kenji Hamada
Négociateur pour le Shogun avec Matthew Perry.
Tōyama Kagemoto (遠山景元)
S'oppose politiquement à Torii Yōzō.

### Autres
Atoru (アトル)
seiyū : Fumiko Orikasa
Une fille aztèque qui fait partie d'un cirque avec son cheval, Yukiwa (雪輪). Dans l'épisode 6, son histoire personnelle semble reliée à la visite de Tsunenaga Hasekura en Nouvelle-Espagne.
Kumoshichi (雲七)
seiyū : Yuji Ueda
L'ami de Yuki.
Ōta (央太)
seiyū : Chinami Nishimura
Offert en sacrifice à un Yōi.
Tae (たえ)
seiyū : Aya Hisakawa
La mère d'Ōta.
Tamahei (玉兵)
seiyū : Wizumi
Un policier auxiliaire (Okappiki) obsédé par l'idée de capturer Yuki.